# Karl Wilfert der Jüngere

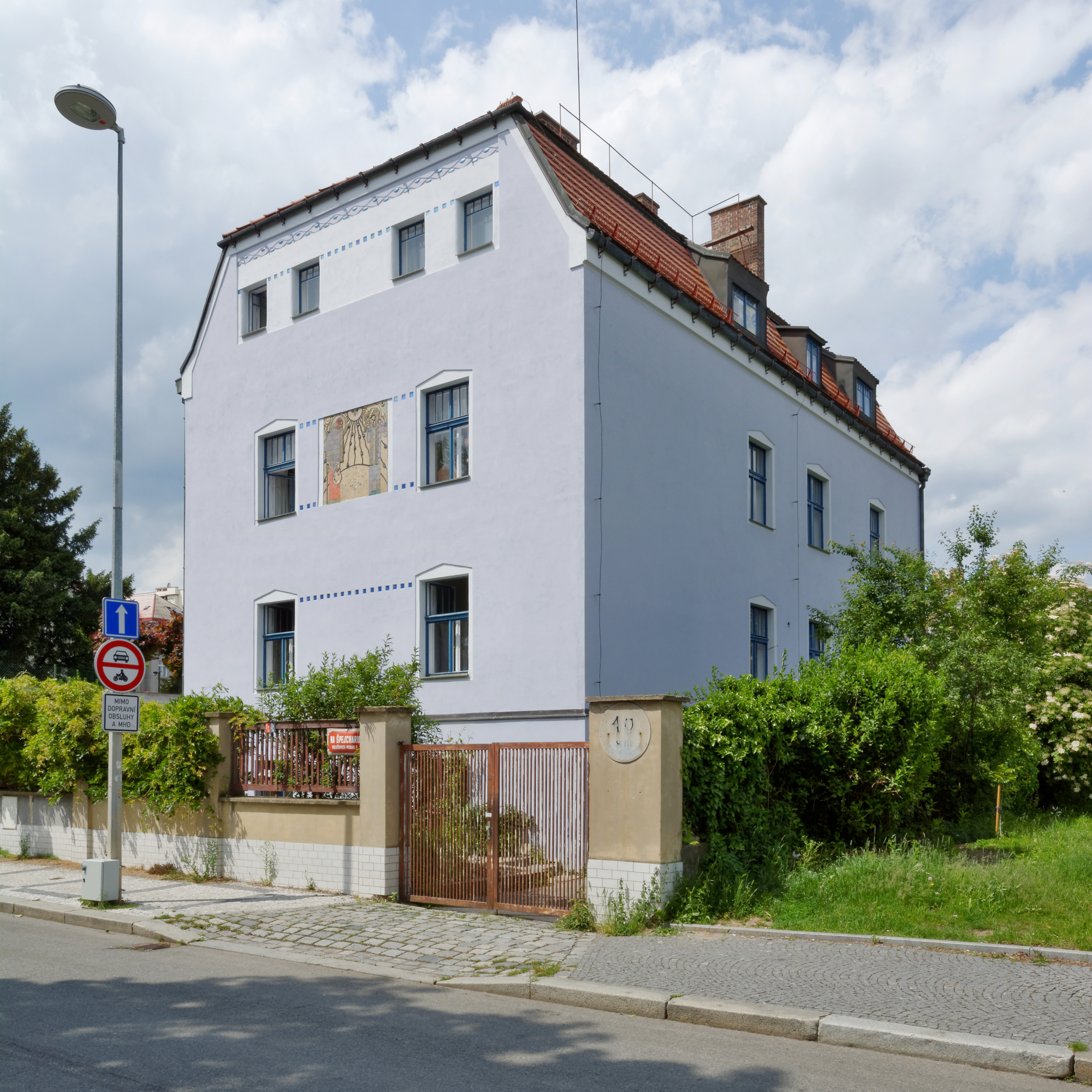
Das sogenannte „Blaue Haus“ in Prag, erbaut für Karl Wilfert jun.

Karl Wilfert jun., auch Karl Josef Wilfert (* 17. Februar 1879 in Eger; † 17. Januar 1932 ebenda) war ein deutsch-böhmischer Bildhauer des Jugendstils und des Realismus, der in Prag und Eger wirkte.

## Leben und Wirken
Er war der Sohn des Bildhauers Karl Wilfert sen. (1847–1916), in dessen Werkstatt er bereits als Kind bildhauerisch tätig war. Im Alter von 14 Jahren ging er nach Prag zunächst an die Hochschule für Angewandte Kunst, wo er Bildhauerei bei Stanislav Sucharda (1866–1916) studierte. In den Jahren von 1895 bis 1901 setzte er seine Studien an der Akademie der Bildenden Künste Prag bei Josef Václav Myslbek (1848–1922) fort. Bereits während seines Studiums erhielt er für seine Studienarbeiten den ersten und zweiten Staatspreis. Er absolvierte auch mehrere Studienreisen nach Italien, Frankreich und Spanien und lebte einige Jahre in Feldafing in Bayern.
Ab 1904 lebte er in Prag-Bubeneč, Jana Zajíce 216/29. Der Architekt Josef Zasche baute für ihn in Prag eine Villa, die er als Wohnsitz und Kunstschule nutzen wollte, das sogenannte „Blaue Haus“ in Prag 7-Holešovice, Na Špejcharu 291/3. An dieser privaten Kunstschule, die er zusammen mit Richard Teschner (1879–1948) gegründet hatte, unterrichtete er zwei Jahre von 1908 bis 1909. Danach verkaufte er die Villa an Teschner und kehrte nach Eger zurück. Er war Mitglied des Metznerbundes, des Kunstvereins für Böhmen und von 1906 bis 1908 Vorsitzender des Verbandes deutscher Künstler in Böhmen.

## Erhaltene Werke
Seine bekanntesten Werke sind
- Denkmal für Kaiserin Elisabeth, urspr. im Kurpark in Franzensbad (Františkovy Lázně) aus Carrara-Marmor, 1919 nach Feldafing in Bayern versetzt[5]
- Fassadenschmuck (Reliefs) an der ehem. Sparkasse in Aš (Asch) (1904, zusammen mit Adolf Mayerl)
- Brunnen-Denkmal für Johann Wolfgang Goethe mit Marmor- und Bronzereliefs im Kurpark in Franzensbad (1906)[6]
- Denkmal für Clara Nonner, eine Geschäftsfrau und Mäzenin der Stadt, im Kurpark in Franzensbad (1905)
- Denkmal für Adalbert Stifter aus Bronze, in Oberplan (Horní Planá) (1906)
- Büste für Angelo Neumann, Sänger und Direktor des Ständetheaters Prag, aufgestellt im Foyer des Nationaltheaters Prag
- Krypta der Familien-Grabstätte Wilfert auf dem Friedhof in Eger (zusammen mit seinem Vater Karl Wilfert sen.)
- Pieta und Portal des Catinelli-Familiengrabes auf dem Friedhof in Eger, aus Carrara-Marmor und Granit
- Denkmal für die Gefallenen des Ersten Weltkriegs in der Friedhofskirche Mariä-Verkündigungs-Kirche in Chyše (Ciesch)
- Denkmal für die Gefallenen des Ersten Weltkriegs in Nový Kostel (Neukirchen)
- Denkmal für die Gefallenen des Ersten Weltkriegs mit der Statue eines sitzenden Ritters in Bad Königswart
- Denkmal für die Gefallenen des Ersten Weltkriegs aus Sandstein und Bronze (1928) in Roßbach (Hranice u Aše)

## Nicht mehr vorhandene Werke
- Denkmal für den Esperanto-Begründer Ludwig L. Zamenhof mit einer Gedenktafel aus Granit und Bronze in Franzensbad (1939 zerstört)
- Denkmal des deutschen Ritters in Komotau (Chomutov) (1945 abgerissen, nur der Granitsockel ist erhalten)
- Bronzeskulpturen von Atlanten und Karyatiden an der Glaubersalzquelle IV. in Franzensbad
- Grab-Statuen vom zerstörten Friedhof in Horní Lomany (Oberlohma), jetzt im Museum Cheb

## Bildergalerie

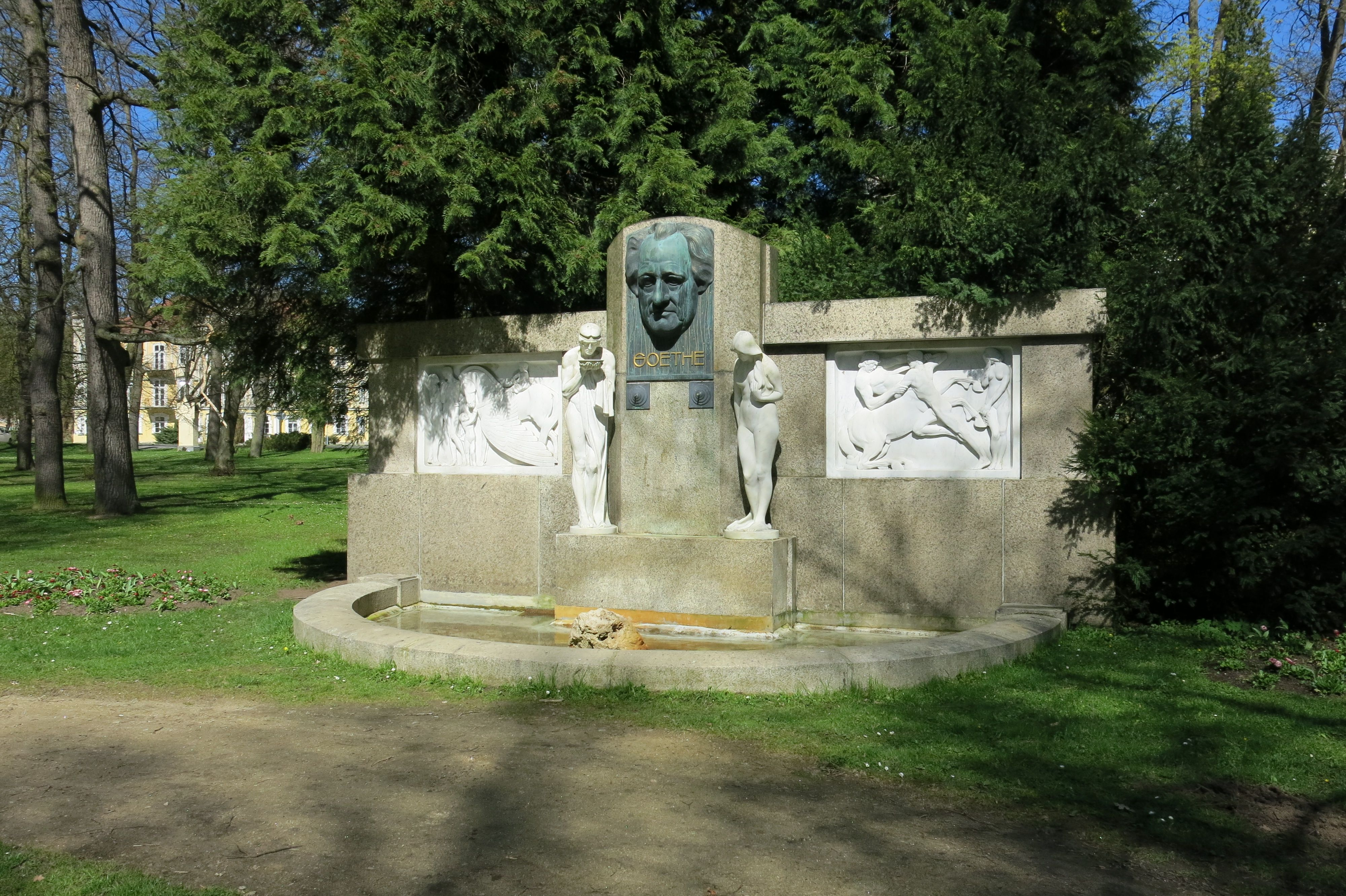
Goethe-Denkmal in Františkovy Lázně
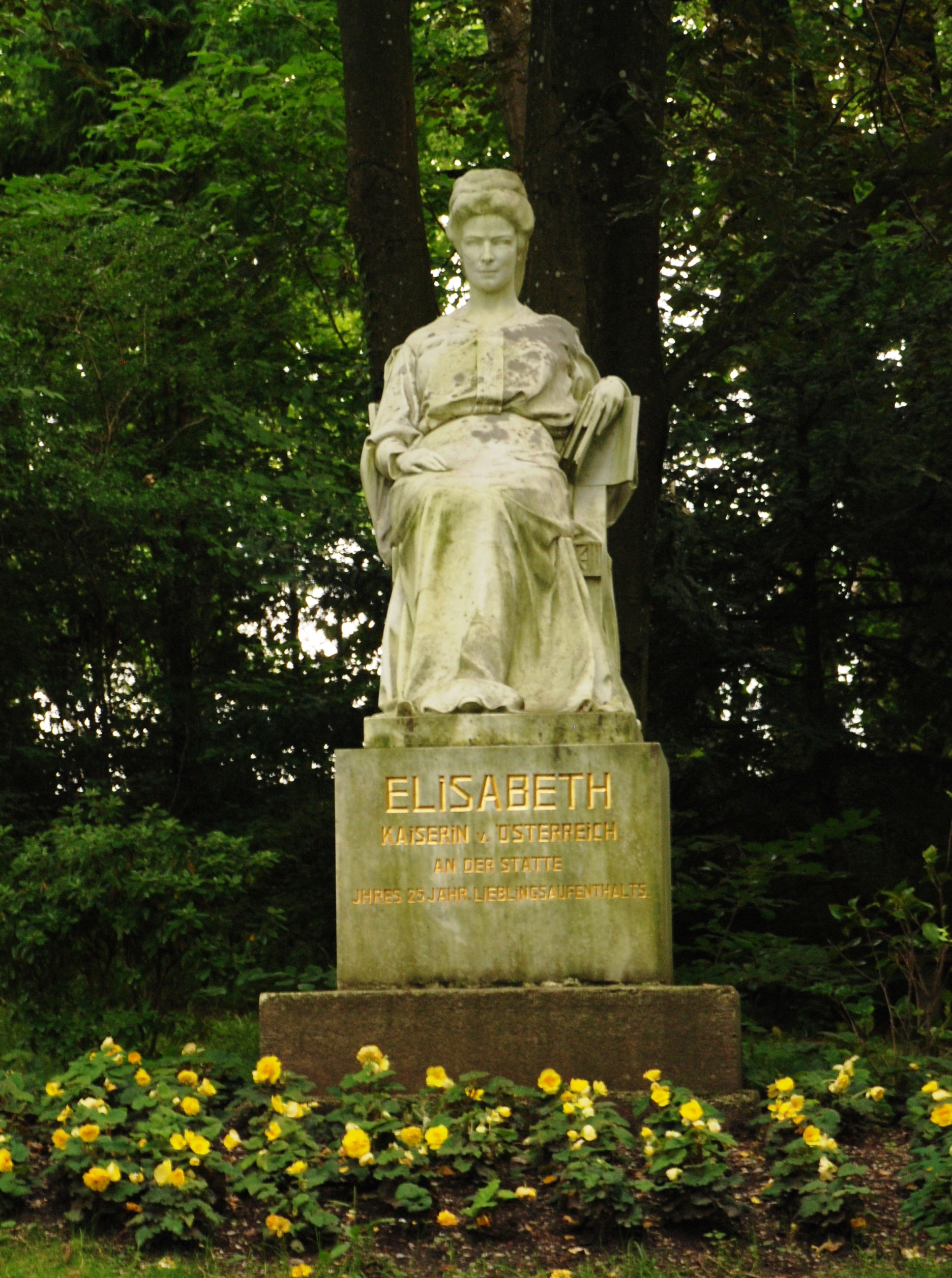
Denkmal für Kaiserin Elisabeth in Feldafing
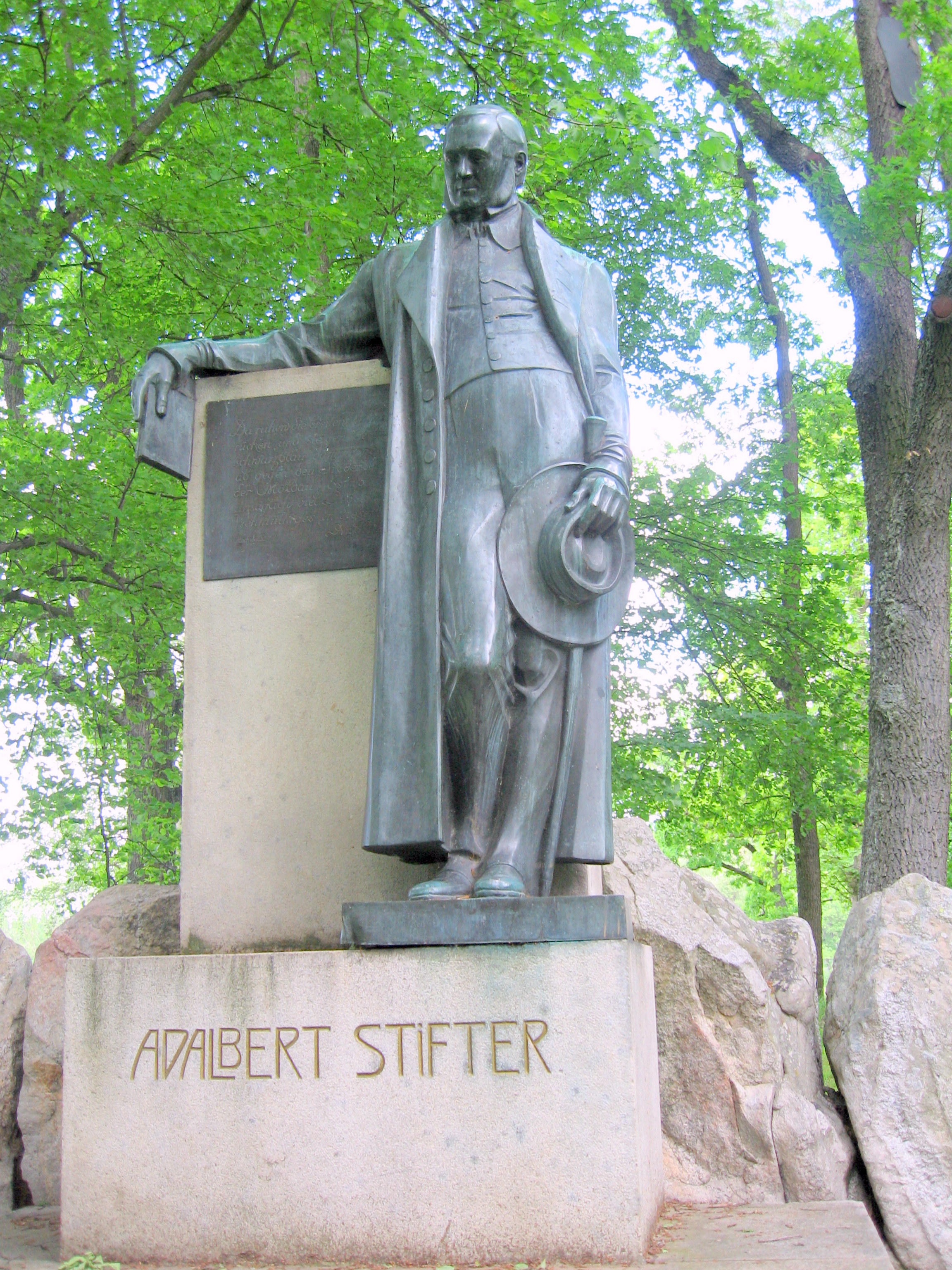
Stifter-Denkmal in Horní Planá
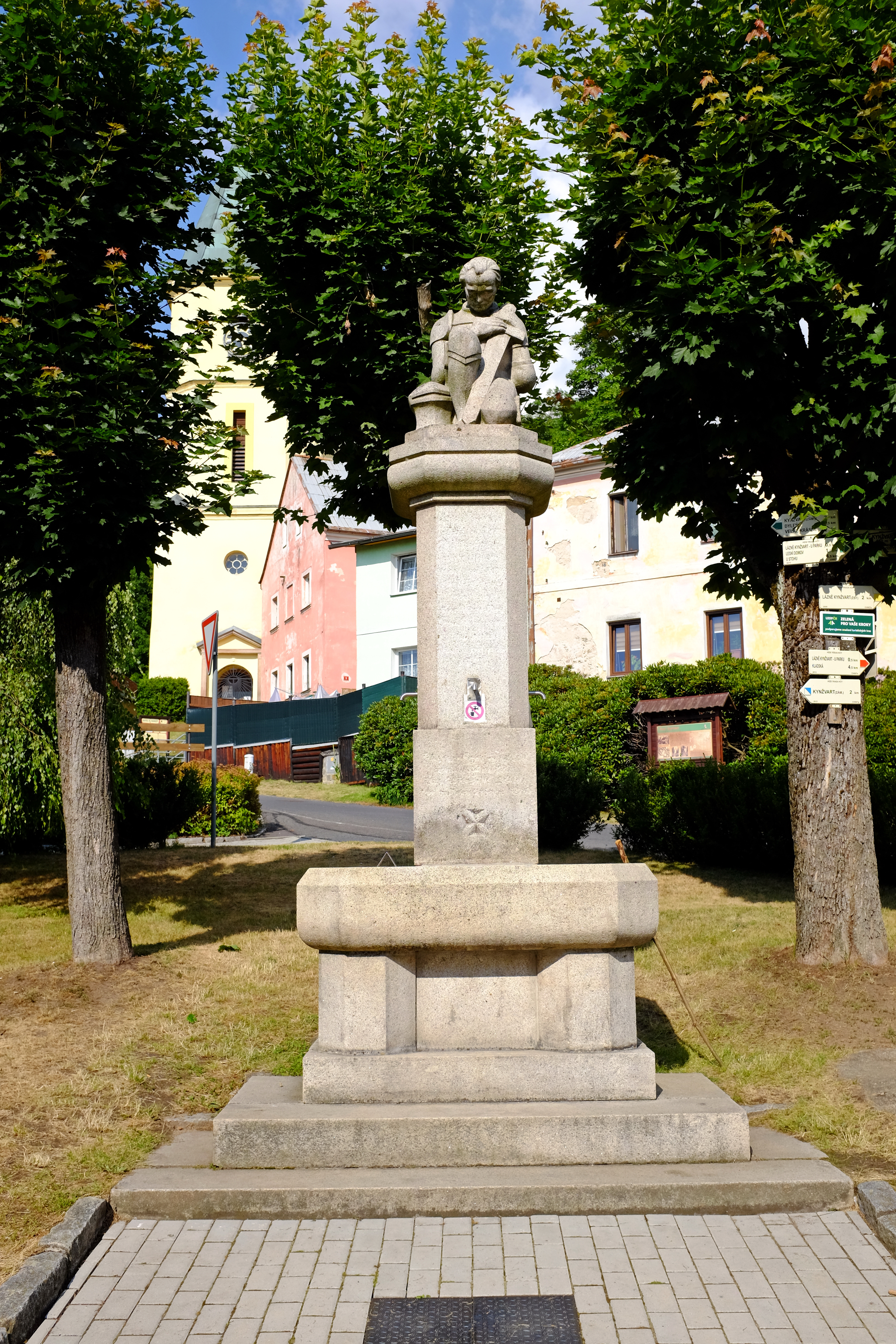
Statue des sitzenden Ritters in Kynžvart
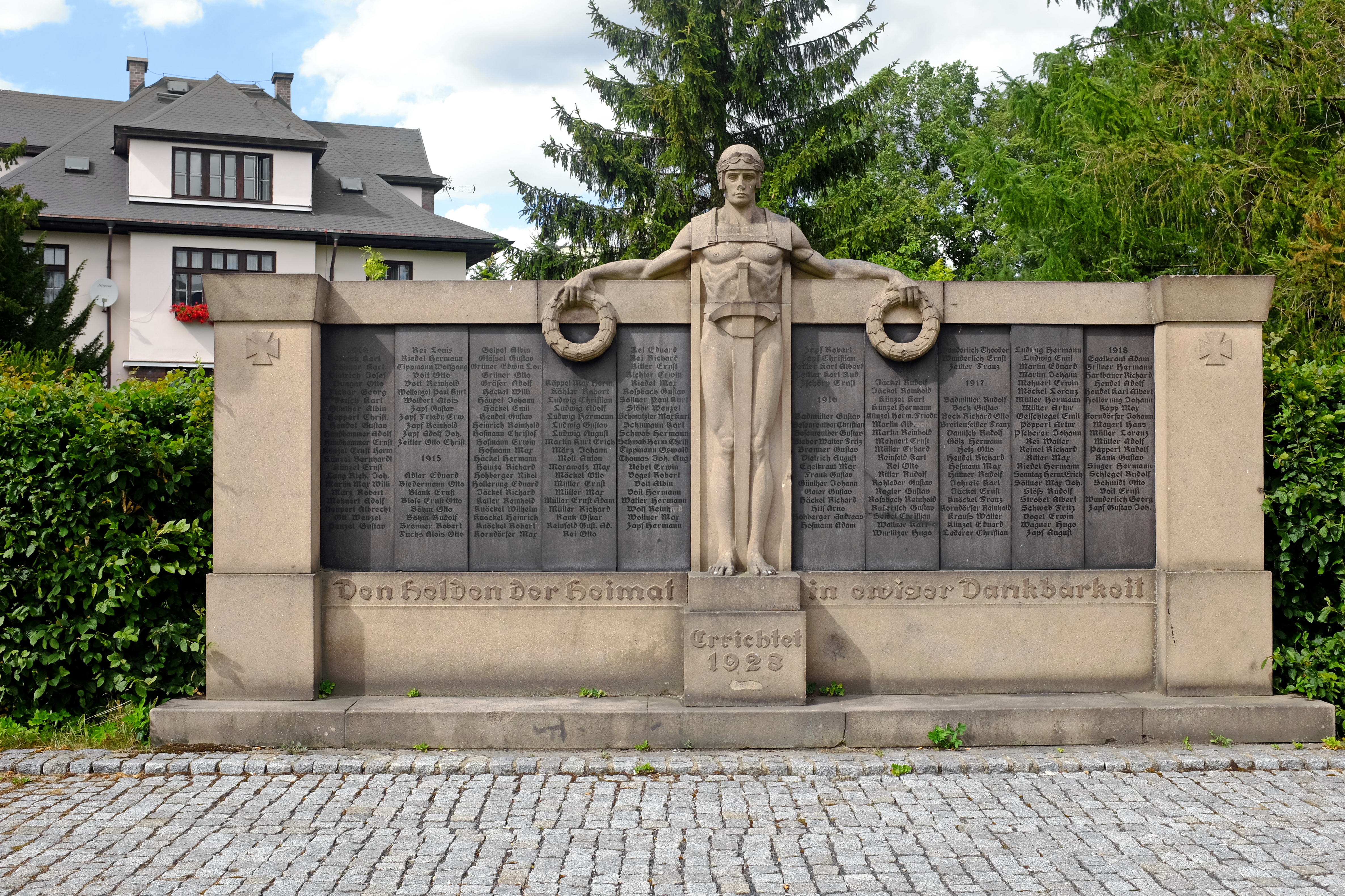
Kriegerdenkmal in Hranice
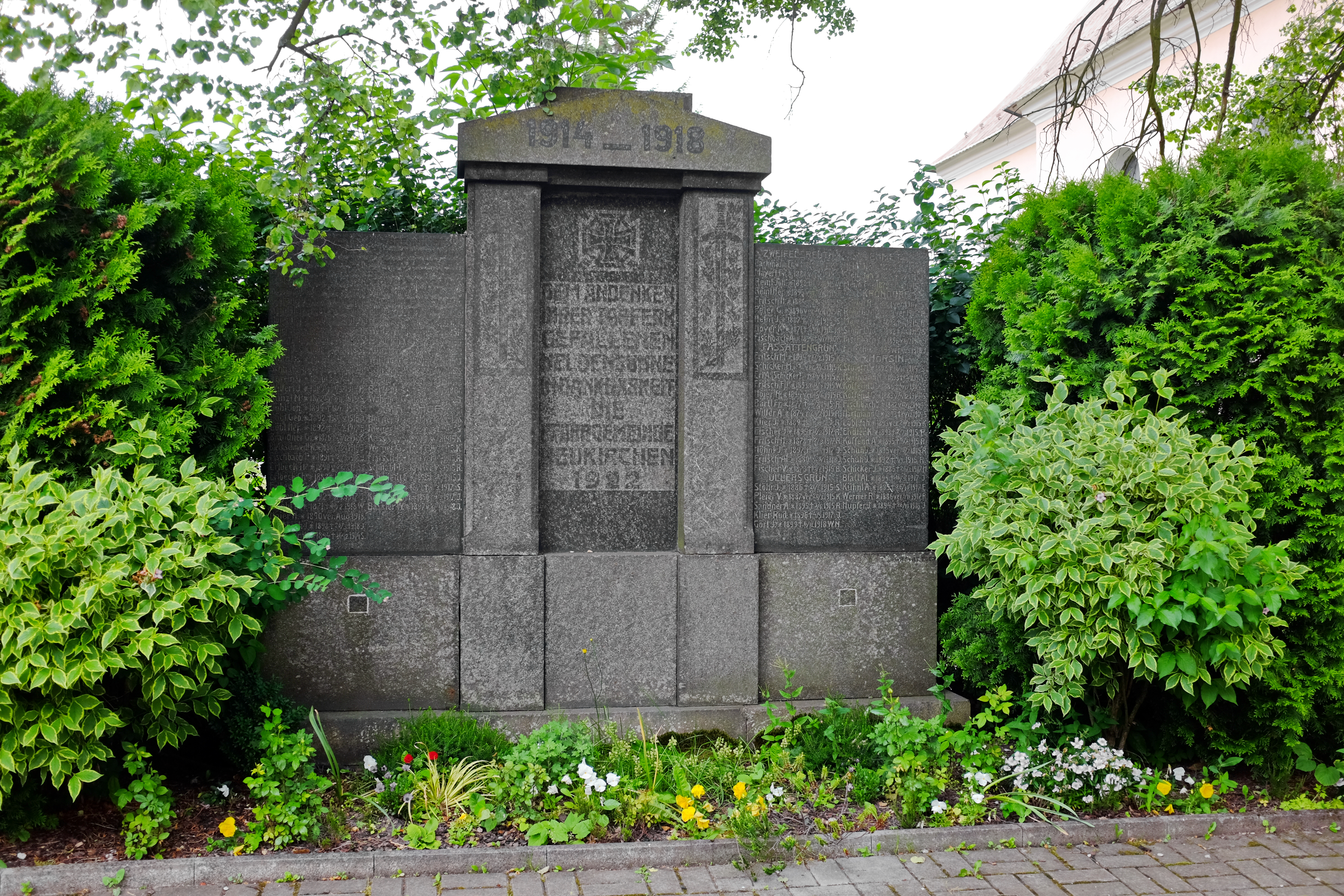
Kriegerdenkmal in Nový Kostel